# Regelgröße

Blockschaltbild eines einfachen Standardregelkreises: Die Regelgröße wird gemessen und mit ihrem Sollwert verglichen. Bei Abweichung greift der Regler mit Hilfe des Stellglieds in den Prozess (Regelstrecke) korrigierend ein.

Die Regelgröße ist die durch Regelung konstant oder gezielt veränderlich zu haltende Größe. Ihr gewünschter Wert ist der Sollwert (oder die Führungsgröße, wenn zeitlich veränderlich), ihr momentaner Wert ist der Istwert, auch Prozesswert.

## Beispiel
Bei einer Heizung mit Thermostat ist die Regelgröße die Temperatur des geheizten Raumes. Beim Tempomaten eines Autos ist die Geschwindigkeit die Regelgröße.